# Elektromotor
Elektromotor ili električni motor je stroj koji pretvara električnu energiju u mehanički rad. Dvije su glavne vrste električnih motora: motor za istosmjernu struju (istosmjerni motor) i motor za izmjenične struje (izmjenični motor). Na temelju spoznaja o djelovanju magnetskih polja silom na električni vodič kojim teče električna struja, prvi je poznat od 1833., a napajao se istosmjernom strujom iz baterije galvanskih ćelija. Izumi izmjeničnih motora povezani su s primjenama višefaznih sustava električnih struja i napona te okretnih magnetskih polja, za što je najzaslužniji N. Tesla, a u uporabi su od 1888. Najčešći su rotacijski strojevi koji rad obavljaju okretanjem rotora uz razvijanje okretnog momenta. Također postoje i linearni motori koji stvaraju silu koja uzrokuje ubrzanje i linearno gibanje mase, stroja ili predmeta pri čemu se obavlja mehanički rad. U uporabi je mnogo vrsta i izvedbi elektromotora i danas su najviše korišteni pogonski strojevi u gotovo svim područjima ljudske djelatnosti a poglavito u industriji i prometu. Primjeri korištenja u prometu su lokomotive vlakova, tramvaji, trolejbusi, električni automobili.

## Istosmjerni motor ili motor za istosmjernu struju
Istosmjerni motor ili motor za istosmjernu struju pretvara istosmjernu električnu struju u kružno gibanje. Stroj je tako konstruiran da može raditi kao električni generator istosmjerne struje ako se mehanički pokreće vanjskom silom. Svojstven je dio rotora motora za istosmjernu struju kolektor ili komutator, pa je prema tome u Hrvatskoj uvriježen naziv kolektorski motor. Putem kolektora i četkica ostvaruje se električni kontakt (dodir) s rotorskim namotom i pretvara izmjeničnu struju u istosmjernu. Motor se izvodi s neovisnom, serijskom, složenom (kompaundiranom) uzbudom ili s trajnim magnetima. Zbog mogućnosti kontinuirane promjene brzine pokretanja istosmjerni se motor koristio u industriji te za pogon tračnih i nekih posebnih vozila (tramvaja, lokomotiva, elektromobila i drugo). Brzina se mijenja na razne načine, a u suvremenim se pogonima upravlja računalom. Zbog mogućnosti napajanja iz akumulatorskih baterija, istosmjerni se motor koristi i kao pokretač motora s unutarnjim izgaranjem (na primjer u automobilima i dizelskim agregatima). Ipak, zbog izrade komutatora i njegova održavanja te habanja (trošenja) četkica i popratnog iskrenja, istosmjerni se motor, s obzirom na nabavnu cijenu i pogonsku pouzdanost, manje koristi nego kavezni asinkroni motor.
Klasični istosmjerni motor se sastoji od rotirajuće armature koja je oblikovana u obliku elektromagneta s dva pola i od statora kojega čine dva permanentna magneta. Krajevi namota armature spojeni su na rotacijski prekidač, komutator, koji prilikom svakog okretaja rotora dvaput mijenja smjer toka struje kroz armaturni namot stvarajući tako moment koji zakreće rotor. Protjecanjem istosmjerne struje kroz vodič koji se nalazi u magnetskom polju stvara se, prema pravilu lijeve ruke, sila koja zbog svog hvatišta, koje se nalazi izvan osi rotacije rotora, stvara moment koji zakreće rotor. Električna veza između rotora i izvora istosmjerne struje se ostvaruje tako da se izvor istosmjerne struje spoji na grafitne četkice koje kližu po komutatoru ili kolektoru. Prilikom prelaska četkice s jedne na drugu lamelu komutatora postoji trenutak kada se izvor nalazi u kratkom spoju zbog čega dolazi do iskrenja četkica. Iskrenje četkica dovodi do polaganog uništavanja grafitnih četkica, ali i do oksidacije i trošenja komutatora, pa je to glavni nedostatak ove vrste motora. Iskrenje se pojačava ako se povećava: brzina okretanja motora (broj okretaja), električni napon, opterećenje, odnosno struja kao posljedica povećanja napona ili opterećenja. Iskrenje osim samog uništavanja komutatora i četkica za posljedicu ima i stvaranje čujnog i električnog šuma.

## Izmjenični motor ili motor za izmjenične struje
Izmjenični motor ili motor za izmjenične struje može biti asinkron i sinkron. 

### Izmjenični asinkroni ili indukcijski motor
Izmjenični asinkroni ili indukcijski motor, koji se napaja iz mreže izmjeničnoga trofaznog ili jednofaznog napona, najviše se koristi u industrijskim postrojenjima. Takav motor izveden za priključak na jednofaznu mrežu služi i u manjim uređajima, na primjer u radioničkim, laboratorijskim i kućanskim uređajima (crpke, perilice rublja i posuđa, hladnjaci). U asinkronome motoru okretno se magnetsko polje stvara prolaskom trofazne struje kroz trofazne namote smještene na statoru. Ono se može stvoriti i priključkom motora na jednofaznu mrežu, ako se dva fazna namota prostorno pomaknu za prikladan kut i ako se u jedan namot doda električni kondenzator, kojim se ostvari fazni pomak među strujama kojima se napajaju ta dva namota (kondenzatorski motor). Nastalo okretno statorsko magnetsko polje inducira u rotorskim vodičima napone i struje koje stvaraju svoje okretno magnetsko polje. Međudjelovanjem tih dvaju polja stvaraju se elektromagnetske sile i zakretni momenti uzrokuju vrtnju rotora. Te sile i momenti postoje samo dotle dok silnice okretnoga polja sijeku električne vodiče rotora, a nestale bi onoga časa kada bi se brzine rotora i okretnoga polja izjednačile (sinkrona brzina), to jest kada bi nestalo relativnoga gibanja vodiča rotora prema okretnome polju, pa prema tome i induciranih napona i struja u rotorskim vodičima. Za ispravan rad takva motora nužno je da brzina vrtnje rotora bude neznatno manja od sinkrone brzine (takozvano klizanje rotora), pa odatle naziv asinkroni motor.
Kavezni motor je najčešće upotrebljavana vrsta asinkronoga motora nazvan prema rotorskom namotu koji se sastoji od neizoliranih, najčešće aluminijskih vodiča simetrično raspoređenih po obodu željezne jezgre rotora i kratko spojenih na oba kraja, što nalikuje kavezu ili krletki. Takav motor ima najveću primjenu u industriji jer u njegov rotor ne moramo dovoditi nikakvu struju, pa nisu potrebne ni četkice mi kolektor. Da bi se spriječilo njegovo preveliko zagrijavanje, na osovini rotora nalazi se ventilator. Sinkroni i asinkroni motori vrlo su jednostavni po konstrukciji, a time i jeftiniji od ostalih motora. I to osobito asinkroni motor, koji nema kolektora ni kliznih koluta.
Velika je zasluga Nikole Tesle da je otkrio rotacijsko magnetsko polje pomoću kojeg je omogućio konstrukciju asinkronog motora. Rotacijsko magnetsko polje, to jest magnetsko polje se vrti, možemo proizvesti s najmanje dvije izmjenične struje koje su pomaknute u fazi. Nalazi li se u tom rotacijskom magnetskom polju šupalj bakreni valjak, magnetske silnice će ga u vrtnji sjeći, i u njemu će se inducirati električna struja. Magnetsko polje će djelovati na tu struju tako da će se valjak okretati u istom smjeru kojem se vrti magnetsko polje. U praksi se proizvodi rotirajuće magnetsko polje pomoću trofazne struje, a rotor je izrađen iz bakrenih ili aluminijskih štapova, koji su na krajevima kratko spojeni prstenima. Kako takav rotor izgleda kao kavez, zove se i kavezni rotor.

### Sinkroni motor
Sinkroni motor ne razlikuje se u izvedbi statora od asinkronoga, ali su na rotoru ugrađeni trajni magneti ili je rotorski namot napajan istosmjernom strujom iz posebnog izvora. Takav će se rotor vrtjeti sinkrono s okretnim poljem stvorenim višefaznim statorskim strujama. Brzina vrtnje sinkronoga motora proporcionalna je frekvenciji u mreži na koju je motor priključen, a kako je ta frekvencija stalna, stalna je i brzina vrtnje bez obzira na opterećenost motora. Prednost je sinkronoga motora prema asinkronomu što ne opterećuje mrežu jalovim strujama za svoje magnetiziranje, čak može davati jalovu struju u mrežu. Međutim, nedostatak mu je što pri svakom uključivanju na električnu mrežu njegovu brzinu vrtnje treba približiti sinkronoj brzini, bilo malim pomoćnim motorom bilo u asinkronom radu, a zatim je sinkronizirati.
Generator izmjenične struje može također poslužiti i kao motor, samo namotaj statora treba priključiti na izvor izmjenične struje, a namotaj rotora na izvor istosmjerne struje. Kako magneti na rotoru imaju stalne polove, dok se polovi statora mijenjaju kao i izmjenična struja, to se rotor mora okretati istom kutnom brzinom kolika je i frekvencija izmjenične struje. Zbog toga se on zove sinkroni motor. Ako se na primjer južni pol rotora između suprotnih polova statora, rotor će nastojati da se okrene prema sjevernom polu statora. Tu bi on stao kad se u istom trenutku ne bi promijenio smjer struje u statoru, te od sjevernog pola statora nastao južni pol. Zato se sinkroni motor ne može sam pokrenuti, jer kako se smjer struje u statoru brzo mijenja, tako se mijenja i smjer zakretnog momenta kojim magnetsko polje statora djeluje na rotor. Kod pokretanja mora biti odmah postignut sinkronizacija (istovremenost) između brzine rotora i frekvencije izmjenične struje da se motor može okretati. Zato se pokretanje vrši rukom kod malih motora ili pomoćnim motorom kod većih strojeva. Ako bi zbog opterećenja takav motor zaostao u brzini, izgubio bi sinkronizam i stao. Stoga se takvi motori ne mogu upotrijebiti tamo gdje se opterećenja mijenjaju.

## Univerzalni motor
Univerzalni motor sadrži komutator i zato može biti priključen na istosmjernu ili izmjeničnu mrežu. Na istosmjernome naponu radi kao serijski istosmjerni motor, a na izmjeničnome naponu smjerovi magnetiziranja uzbudnog i armaturnog namota istodobno se mijenjaju u ritmu frekvencije izmjenične mreže, čime se ostvaruju uvjeti za motorski rad. Zbog svoje univerzalnosti prikladan je za primjenu u laboratorijskim, radioničkim i kućanskim aparatima (razni električni alati, bušilice, miješalice, mlinovi, usisivači, sušila i slično).

## Posebne vrste elektromotora
Postoje elektromotori posebnih izvedbi i namjena, kao što je na primjer servomotor, koji se rabi u regulacijskim sustavima i servomehanizmima, selsinski motor za praćenje položaja izvršnoga sklopa, linearni motor kojemu se pokretni dio pomiče po pravcu i drugi.